# Surprise (Bootsklasse)
Die Surprise ist eine kleine Segelyacht und Bootsklasse.

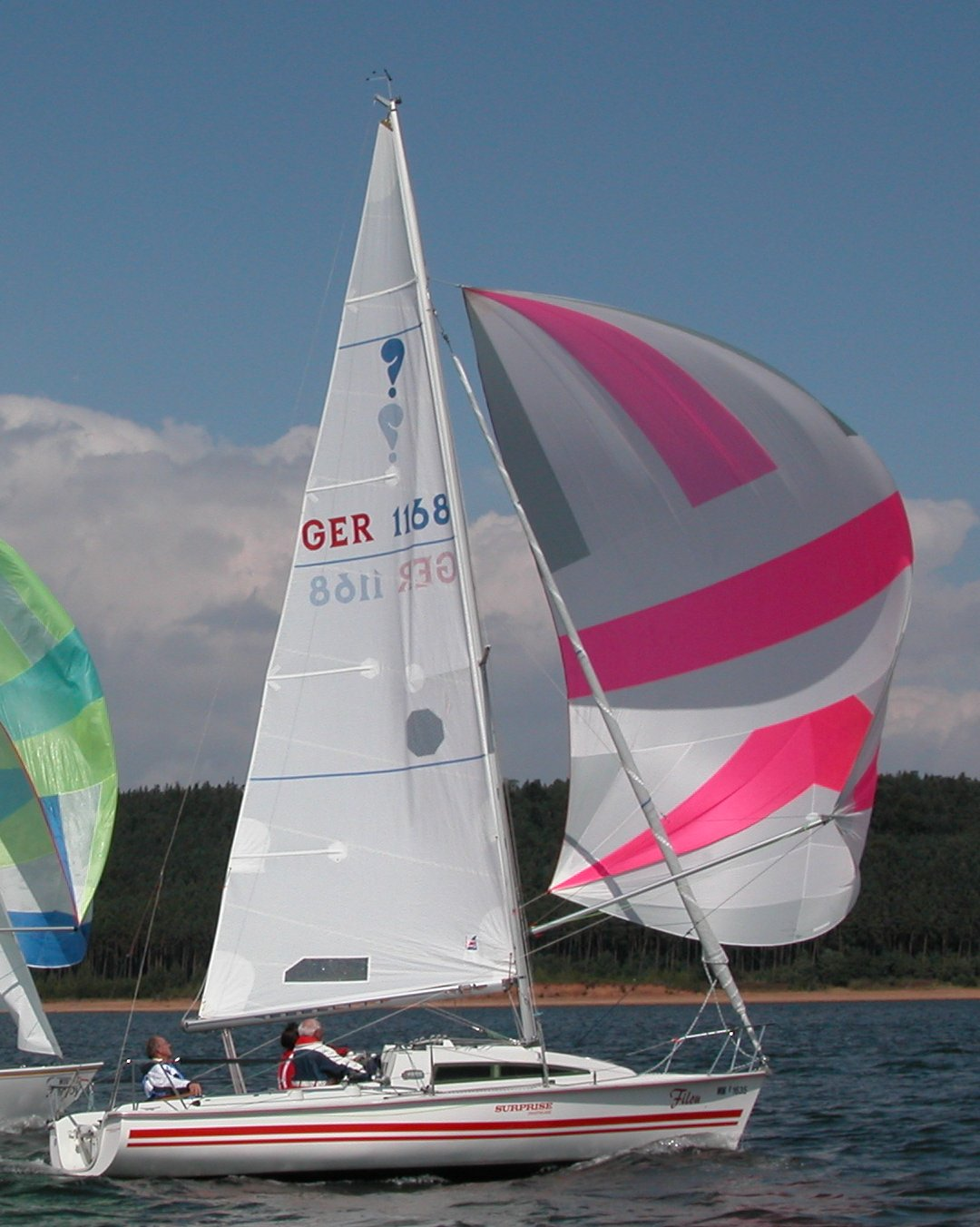
Surprise auf dem Großen Brombachsee

Der Designer Michel Joubert wollte ursprünglich ein gemütliches Segelboot für den Familienausflug entwerfen. Zu seiner großen Überraschung (Surprise), war das Boot jedoch viel sportlicher als geplant. Die Surprise wurde zu einer international beliebten Regattaklasse. Sie ist heute vor allem in Frankreich, Österreich, der Schweiz und Süddeutschland verbreitet.
Sie hat vier Kojen. Die Stehhöhe in der Kajüte beträgt 1,45 m.
Die Surprise wird bei Archambault Yachts in der Nähe von La Rochelle gebaut.